# Vatnsnes
Vatnsnes – półwysep w północnej Islandii, oblewany wodami zatoki Húnaflói, pomiędzy jej drugorzędnymi zatokami Miðfjörður na zachodzie i Húnafjörður na wschodzie. Wnętrze półwyspu jest górzyste – pasmo górskie Vatnsnesfjall osiąga wysokość 900 m n.p.m.

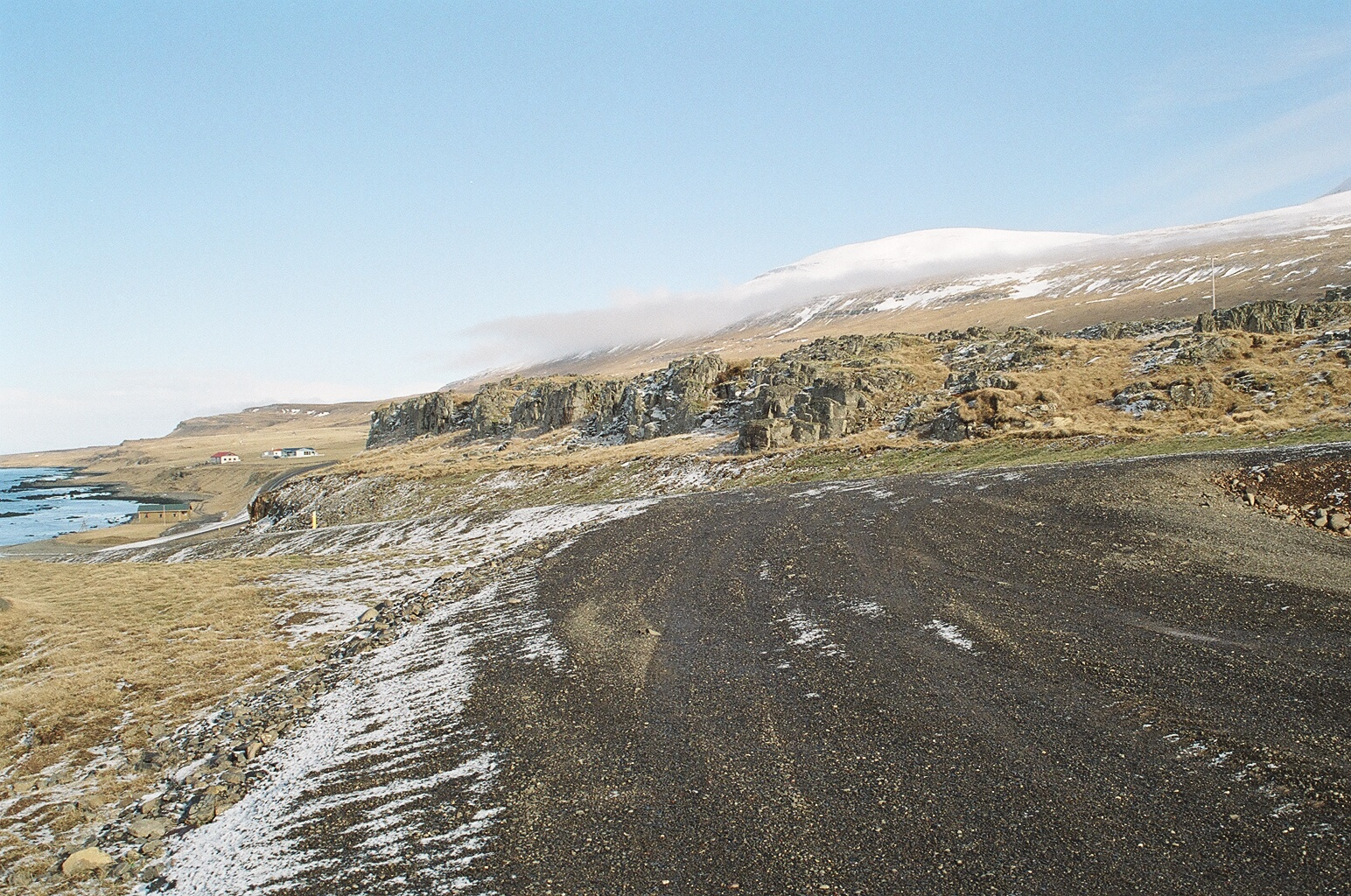
Zachodnie wybrzeże półwyspu Vatnsnes

Jedyną ważniejszą miejscowością na półwyspie jest Hvammstangi. Półwysep w całości należy do gminy Húnaþing vestra. 
Wybrzeża półwyspu są jednym z większych siedlik i miejsc obserwacji foki pospolitej. Innymi atrakcjami półwyspu są skalne formacje Hvítserkur i Borgarvirki. 